# Moutchikar
Moutchikar (ou Moustsikar) est une localité du Cameroun située dans le département du Mayo-Tsanaga et la Région de l'Extrême-Nord, dans les monts Mandara, à proximité de la frontière avec le Nigeria. Elle fait partie de la commune de Koza  et du canton de Koza rural.

## Géographie
Moutchikar se trouve dans la partie montagneuse du territoire de la commune.

## Population
Lors du recensement de 2005, on y a dénombré 3 326 personnes.
Moutchikar se trouve en pays Mafa.

## Infrastructures
Moutchikar est dotée d'une église catholique, d'une école privée catholique et d'une école publique.